# What You Got
What You Got är en låt av John Lennon, utgiven 1974 på albumet Walls and Bridges. Låten handlar om Lennons separation från Yoko Ono och skrevs under sommaren 1974. Den finns inspelad som demo på John Lennon Anthology, Wonsaponatime och Acoustic.